# Tritania dilloni
Tritania dilloni là một loài bọ cánh cứng trong họ Cerambycidae.